# Базарова, Виктория Жамьяндоржиевна
Викто́рия Жамьяндоржи́евна База́рова (род. 6 апреля 1954, Кижинга, Бурятская АССР, РСФСР, СССР) ― российская бурятская оперная певица, солистка Бурятского государственного ордена Ленина академического театра оперы и балета имени Цыдынжапова, Народная артистка Бурятии, Заслуженная артистка Российской Федерации.

## Биография
В 1981 году окончила Ленинградскую государственную консерваторию имени Римского-Корсакова, где училась в классе Народной артистки России, профессора Татьяны Николаевны Лавровой. Обладает сильным лирико-драматическим сопрано.
В том же году начала служить в Бурятском академическом театре оперы и балета имени Гомбожапа Цыдынжапова.
За многие годы работы в театре Базарова создала целую галерею запоминающихся женских образов. Среди них Лиза в «Пиковой даме», Татьяна в «Евгении Онегине» и Иоланта в одноименной опере П. Чайковского, Микаэла в «Кармен» Ж. Бизе, Маргарита в «Фаусте» Ш. Гуно, Чио-Чио-сан в одноименной опере Дж. Пуччини, Арюун-Гоохон в «Энхэ-Булат баторе» М. Фролова, Урмай-Гоохон хатан в «Гэсэре» А. Андреева и многие другие. Критики высоко отмечают ее сценическую правдивость, выразительность, вокальное мастерство и разноплановость.
Кроме классического репертуара прекрасно исполняет камерные произведения, романсы и народных песен. Успешно выступала на гастролях по России, так и за ее пределами.
Виктория Базарова великолепно исполняет главные партии бурятского национального оперного репертуара. В образах своих героинь она передает дух и национальный колорит родного народа, покоряет слушателей искренностью и страстностью.
Преподает в Улан-Удэнском музыкальном колледже имени П. И. Чайковского. Среди её учеников ― Аюна Базаргуруева, ведущая солистка оперы, лауреат многих международных конкурсов.

## Репертуар
- Татьяна и няня («Евгений Онегин» П. И. Чайковского)
- Иоланта («Иоланта» П. И. Чайковского)
- Лиза и гувернантка («Пиковая дама» П. И. Чайковского)
- Микаэла и Мерседес («Кармен» Ж. Бизе)
- Сирина («Порги и Бесс» Дж. Гершвина)
- Половчанка и няня («Князь Игорь» А. Бородина)
- Аксинья («Катерина Измайлова» Д. Шостаковича)
- Ксения и мамка Ксении («Борис Годунов» М. П. Мусоргского)
- Служанка Аннина («Травиата» Дж. Верди)
- Графиня Чепрано и Джованна («Риголетто» Дж. Верди)
- Мадам Баттерфляй и Кэт («Чио-Чио-сан» Дж. Пуччини)
- Лю («Турандот» Дж. Пуччини)
- Маргарита («Фауст» Ш. Гуно)
- Инес («Трубадур» Дж. Верди)
- Мария («Зори здесь тихие» К. Молчанова)
- Урмай-Гоохон («Гэсэр» Анатолия Андреева)
- Арюун-Гоохон («Энхэ-Булат батор» Маркиана Фролова)
- Жрица («Аида» Дж. Верди)
- Земфира («Алеко» С. Рахманинова)
- Тоска («Тоска» Дж. Верди)
- Сильва («Сильва» И. Кальмана)
- Саффи («Цыганский барон» И. Штрауса)
- Янжима («Сильнее смерти» Бау Ямпилова)
- Янжима («Чудесный клад» Бау Ямпилова)
- Домна Сабурова («Царская невеста» Н. А. Римского-Корсакова)
- Ага-Шавдал («Джангар» П. Чонкушова)
- Реквием Моцарта — партия сопрано

### Детские спектакли
- Попадья («Ай да Балда!» Б. Кравченко)
- Заяц («Золотой цыплёнок» В. Улановского)
- Миссис Корни («Оливер» Л. Барта)
- Фея («Хрустальный башмачок» А. Спадавеккиа)
- Кошка и Муха («Путешествие в сказку»)
- Гусеница («Дюймовочка» Т. Суворовой)
- Муха («Муха-Цокотуха» А. Кулешова)
- Всезнайка («Волк и семеро козлят» Коваль)
- Шишига («Ерёма и Данила» Л. Лядовой)